# Françoise Frontisi-Ducroux
 (décembre 2019).
Si vous disposez d'ouvrages ou d'articles de référence ou si vous connaissez des sites web de qualité traitant du thème abordé ici, merci de compléter l'article en donnant les références utiles à sa vérifiabilité et en les liant à la section « Notes et références ».
Françoise Frontisi-Ducroux (née le 10 février 1937) est une helléniste et mythologue française, sous-directrice de laboratoire au Collège de France, cofondatrice du centre Louis-Gernet (EHESS) et membre du laboratoire ANHIMA, héritier du centre Gernet. 

## Biographie
Françoise Frontisi-Ducroux soutient une thèse de troisième cycle consacrée à Dédale et à la figure de l'artisan en Grèce ancienne à la Sorbonne en 1972, puis la publie en 1975. 
Elle soutient sa thèse de doctorat d'État, Prosopon : valeurs grecques du masque et du visage, à l'EHESS en 1987 et la publie en trois volumes Le Dieu-masque, Du masque au visage et « L'Œil et le Miroir » dans le recueil Dans l'œil du miroir.
Françoise Frontisi-Ducroux a consacré plusieurs ouvrages à la mythologie grecque, dont L'Homme-cerf et la Femme-araignée en 2003 sur le thème des mythes de la métamorphose.
Elle remporte en 2010 le prix François-Millepierres de l'Académie française pour Ouvrages de dames : Ariane, Hélène, Pénélope.

## Publications
- Dédale : mythologie de l'artisan en Grèce ancienne, Paris, Maspero, 1975 ; nouvelle édition avec postface inédite de l'auteur, Paris, La Découverte, 2000.
- La Cithare d'Achille : essai sur la poétique de l'Iliade, Rome, éditions dell'Ateneo, 1986.
- Le Dieu-masque, une figure du Dionysos d'Athènes, Paris-Rome, La Découverte-École française de Rome, 1991.
- Du masque au visage : aspects de l'identité en Grèce ancienne, Paris, Flammarion, 1995.
- Dans l'œil du miroir, avec Jean-Pierre Vernant, Paris, Odile Jacob, 1997.
- Les Mystères du gynécée, avec Paul Veyne et François Lissarague, Paris, Gallimard, 1998.
- (fr) L'ABCdaire de la mythologie grecque et romaine, Paris, Éditions Flammarion, coll. « Abcdaire série histoire », 1999 (1re éd. 1999), 119 p. (ISBN 2-08-012653-9, BNF 36972558).
- L'Homme-cerf et la Femme-araignée, Paris, Gallimard, 2003.
- Ouvrages de dames : Ariane, Hélène, Pénélope, Paris, Seuil, 2009 (prix François-Millepierres 2010 de l'Académie française).
- Participation au catalogue de l'exposition Hélène de Troie, la beauté en majesté (exposition, Paris, Musée Gustave Moreau, 21 mars-25 juin 2012), avec Marie-Cécile Forest et Pierre Pinchon, Fage éditions, 2012.
- Le Désir et les dieux, avec Yves Bonnefoy et Jérôme Delaplanche, Paris, Flammarion, 2014.
- Participation au catalogue de l'exposition Mythes fondateurs : d'Hercule à Dark Vador (exposition, Paris, Musée du Louvre, Petite galerie, 13 octobre 2015-4 juillet 2016), ouvrage dirigé par Dominique de Font-Réaulx et Frédérique Leseur, Paris, Louvre éditions, 2015.
- Arbres filles et garçons fleurs : métamorphoses érotiques dans les mythes grecs, Paris, Seuil, 2017.
- Pour l’intelligence des poètes. L’origine des mots par la mythologie, Paris, Noto/Belopolie, 2019.